# Josef Špak
Josef Špak (ur. 10 lipca 1929 w Litomyšlu, zm. 12 września 2016 w Pradze) – czeski duchowny protestancki, szósty patriarcha Czechosłowackiego Kościoła Husyckiego.

## Życiorys
Urodził się 10 lipca 1929 w Litomyšlu, jego ojcem był były legionista i policjant Josef Špak, a matką Františka. Pochodził z rodziny katolickiej, jednak już w szkole uczęszczał na katechezy husyckie.
Po nagłej śmierci ojca w 1945 roku, rodzina przeprowadziła się do Ďáblic, Josef pozostał jednak w Litomyšlu, aby dokończyć naukę w tamtejszym liceum. Przez pewien czas mieszkał w domu studenckim prowadzonym przez pijarów. Zaangażował się także w działalność ruchu skautowego. W 1948 rozpoczął studia teologiczne na Uniwersytecie Karola, które ukończył w 1952.
W 1952 roku przyjął święcenia kapłańskie. Po ukończeniu zasadniczej służby wojskowej pracował jako pastor w miejscowości Suché Vrbné pod Czeskimi Budziejowicami. Jako bardzo zaangażowany duchowny, znajdował się pod obserwacją czechosłowackich służb specjalnych. Na przełomie 1973 i 1974 roku został zmuszony do ustąpienia z funkcji duszpasterskich i zatrudniony został w zakładach Škody, w których pracował do 1989.
W marcu 1990 roku powrócił do pracy duszpasterskiej i został proboszczem w Czeskich Budziejowicach. We wrześniu tego samego roku został przeniesiony na stanowisko proboszcza na Starym Mieście w Pradze. W 1994 roku wybrany został na kolejnego patriarchę Czechosłowackiego Kościoła Husyckiego, urząd ten pełnił do 2001.
Po ustąpieniu z urzędu patriarchy zamieszkał w Strašnicach, gdzie pracował jako duchowny aż do śmierci 12 września 2016 roku.

## Życie prywatne
W 1953 ożenił się z Antoniną, kaznodzieją Kościoła Czechosłowackiego (zm. 1989). W 1990 roku ożenił się ponownie, z Janą, również duchownym CČSH. Miał troje dzieci z pierwszego małżeństwa: Daniela, Josefa i Lydię.

## Publikacje
- Kazatelský cyklus podle Ekumenického lekcionáře (řada A) 2004-2005. Praga: Blahoslav, 2004. Brak numerów stron w książce (wraz z Václavem Křesiną)

Jako przewodniczący Komisji Liturgicznej CČSH
- Agenda Církve československé husitské. Druhá část, Pohřební obřady. Praga: Církev československá husitská, 1997. Brak numerów stron w książce
- Agenda: obřadní příručka Církve československé husitské. První část. Praga: Církev československá husitská, 2006. Brak numerów stron w książce
- Agenda: obřadní příručka Církve československé husitské. Třetí část. Praga: Církev československá husitská, 2015. Brak numerów stron w książce